# Austen Robin Crapp
Austen Robin Crapp OFM (ur. 5 marca 1934 w Sydney, zm. 6 marca 2024 tamże) – australijski duchowny rzymskokatolicki posługujący w Papui-Nowej Gwinei, w latach 1999-2009 biskup Aitape.

## Życiorys
Święcenia kapłańskie przyjął 21 lipca 1959. 19 kwietnia 1999 został prekonizowany biskupem Aitape. Sakrę biskupią otrzymał 11 lipca 1999. 5 marca 2009 przeszedł na emeryturę.